# میدوی کورنر (آرکانزاس)
میدوی کورنر (به انگلیسی: Midway Corner) یک منطقهٔ مسکونی در ایالات متحده آمریکا است که در شهرستان کریتندن، آرکانزاس واقع شده‌است. میدوی کورنر ۶۱٫۸۸ متر بالاتر از سطح دریا واقع شده‌است.